# Enota atomske mase
Enôta atómske máse (okrajšava u) ali v čast angleškemu kemiku Johnu Daltonu tudi dálton (Da) je enota za maso, s katero izražamo atomske in molekulske mase. Opredeljena je kot 1⁄12 mase nevezanega atoma ogljik-12 v mirovanju in v svojem osnovnem stanju.
1 u =  1/NA gram = 1/ (1000 NA) kg   (pri čemer je NA Avogadrovo število)
1 u ≈ 1.660538782(83) × 10−27 kg ≈ 931.494028(23) MeV/c2
Posebno v starejši literaturi lahko najdemo tudi okrajšavo amu za atomsko masno enoto. Atomske mase pogosto zapisujemo brez enot in pri tem predpostavljamo enoto atomske mase.
V biokemijski in molekularnobiološki literaturi (zlasti v zvezi s proteini) se uporablja izraz »dalton« s simbolom Da.  Ker so proteini velike molekule, njihovo maso navadno navajamo v kilodaltonih ali »kDa«, pri čemer je en kilodalton enak 1000 daltonom.
Poenotena enota atomske mase ali dalton ni SI-enota mase, vendar pa je dovoljena njena uporaba pod obema imenoma.
Taka enota je priročna zato, ker ima en vodikov atom maso približno 1 u, posplošeno pa ima atom ali molekula z n protoni in nevtroni maso približno enako n u. (Razlog je v tem, da atom ogljika-12 vsebuje 6 protonov, 6 nevtronov in 6 elektronov, pri čemer imajo protoni in nevtroni približno enako maso in je masa elektronov zanemarljiva.) To je približek, saj ne upošteva mase, ki je vsebovana v vezavni energiji jedra atoma; ta masa vezavne energije ni vselej enak del skupne mase atoma. Razlike zaradi jedrske vezave pa so navadno manjše od 0,01 u. Mase kemičnih elementov, izražene z u, bi bile torej vse blizu celoštevilčnih vrednosti (znotraj 2 %, navadno znotraj 1 %), če ne bi bile atomske mase kemičnih elementov  povprečne vrednosti mas različnih stabilnih izotopov, v katerih jih najdemo v naravi. Tako ima npr. klor atomsko maso 35,45 u, kajti sestavlja ga 76 % 35Cl (34.96 u) in 24 % 37Cl (36.97 u).
Še en razlog za uporabo take enote je ta, da lahko mase atomov in molekul eksperimentalno mnogo lažje in mnogo natančneje primerjamo (določamo relativne mase) kot pa izmerimo njihove absolutne mase. Mase primerjamo z masnim spektrometrom.
Avogadrovo število (NA) in mol sta opredeljena tako, da ima en mol snovi z atomsko ali molekulsko maso 1 u maso natančno 1 grama.
Masa molekule vode, ki vsebuje en izotop 16O in dva izotopa 1H, je 18,0106 u, kar pomeni, da ima en mol te monoizotopske vode maso 18,0106 grama. Voda in večina molekul zaradi naravnih izotopov sestoji iz mešanice molekulskih mas. Zato so tovrstne primerjave bolj smiselne in uporabne, kadar molskih mas ne izražamo v u, temveč v g/mol. Z drugimi besedami, razmerje med daltoni in g/mol je 1:1, vendar pa moramo pri njihovi uporabi računati z izotopsko čistimi snovmi ali pa z mnogo bolj zapletenim statističnim povprečenjem več izotopskih zmesi.

## Zgodovina
Maso enega atoma vodika je kot enoto atomske mase prvi predlagal kemik John Dalton. Francis Aston, izumitelj masnega spektrometra je pozneje kot enoto uporabljal maso enega atoma kisika-16.
Pred letom 1961 je bila fizikalna enota atomske mase (amu) opredeljena kot 1⁄16 mase atoma kisika-16, kemijska enota atomske mase (amu) pa je bila opredeljena kot 1⁄16 povprečne mase atoma kisika (pri čemer upoštevamo naravni delež različnih izotopov kisika). Obe enoti sta nekoliko manjši od poenotene enote atomske mase, ki jo je Mednarodna zveza za osnovno in uporabno fiziko sprejela leta 1960, Mednarodna zveza za osnovno in uporabno kemijo pa leta 1961. Pred letom 1961 so torej tako fiziki kot tudi kemiki za svojo (nekoliko drugačno) enoto atomske mase uporabljali simbol amu. Tovrstno zapisovanje najdemo včasih tudi v sodobni znanstveni literaturi. Vendar pa je sprejeti standard zdaj poenotena enota atomske mase s simbolom u, pr čemer velja: 1 u = 1.000 317 9 amu (fizikalno merilo) = 1.000 043 amu (kemično merilo).